# Genre (mathématiques)
Pour les articles homonymes, voir genre.
En mathématiques, le genre est  un entier naturel associé à certains objets ; il représente en particulier le nombre d'anses (ou de « trous », selon le point de vue) d'une surface caractéristique de l'objet étudié, si cette surface est orientable.

## Topologie

### Surface close
Le genre d'une surface (i.e. une variété réelle de dimension 2) « close » (i.e. compacte, connexe et sans bord) est le nombre maximum de découpes selon des courbes fermées simples disjointes pouvant être faites de cette surface sans la déconnecter. Autrement dit, dans le procédé de détermination du genre, le complément de la réunion de ces courbes reste connexe. 
Plus concrètement, si l'on considère que la surface est en papier, le genre est le nombre maximal de découpages fermés faisables sans que la surface soit séparée en plusieurs morceaux.
C'est un invariant topologique : deux surfaces n'ayant pas le même genre ne sont pas homéomorphes.
Exemples
- La sphère est la seule surface close de genre 0.
- Les surfaces closes de genre 1 sont le tore et le plan projectif réel.
- La bouteille de Klein est de genre 2.

Le genre g d'une surface close peut également être défini à l'aide de la caractéristique d'Euler χ : l'entier 2 – χ est égal à 2g pour une surface orientable et à g pour une surface non orientable. Une surface close de genre g > 0 est la somme connexe de g tores si elle est orientable et de g plans projectifs réels sinon.

Genre de quelques surfaces orientables
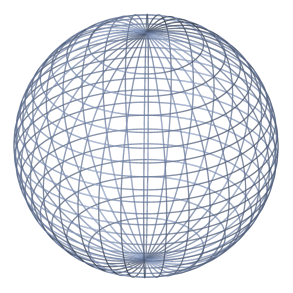
Genre 0.
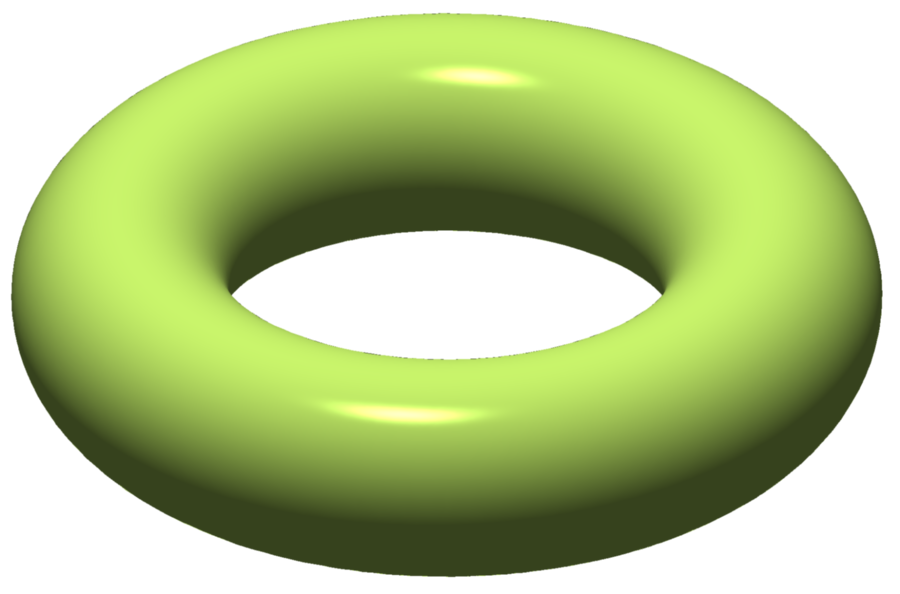
Genre 1.
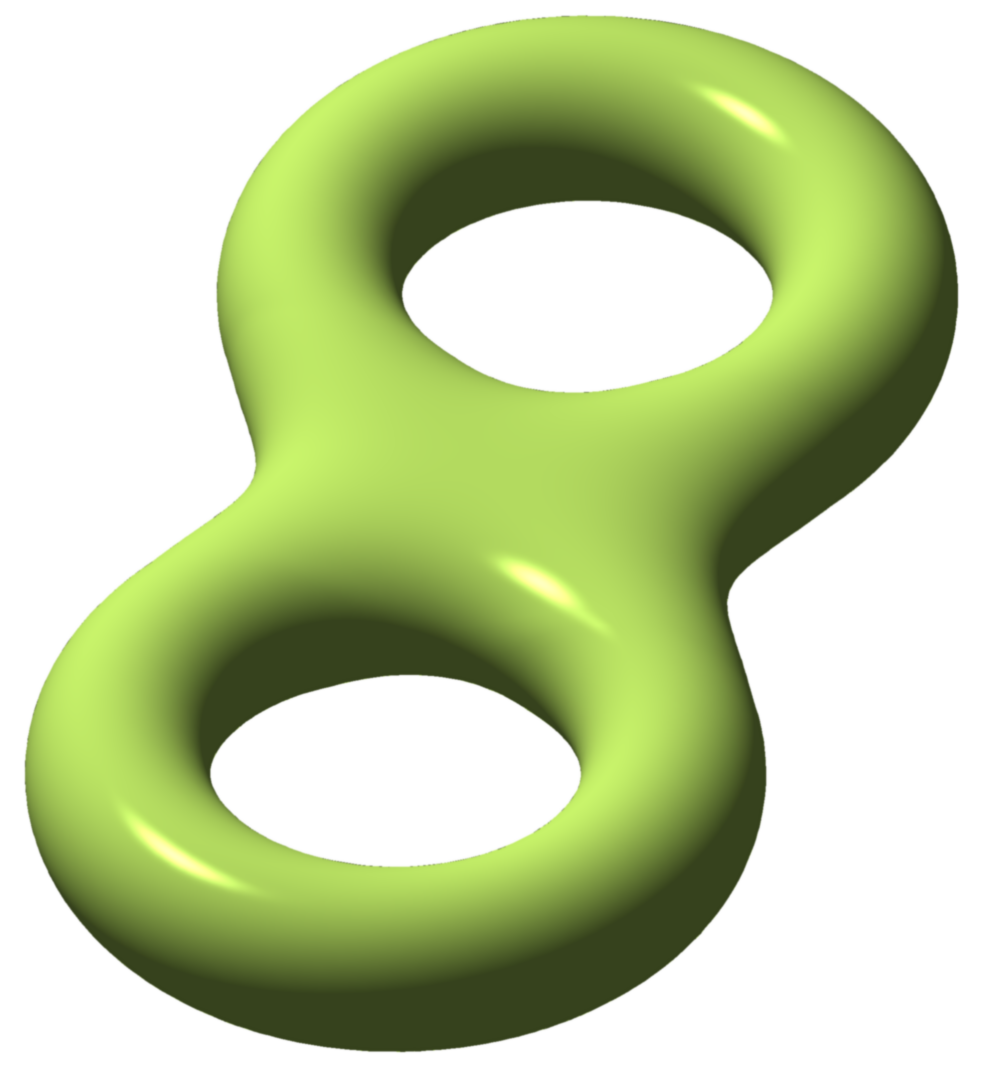
Genre 2.
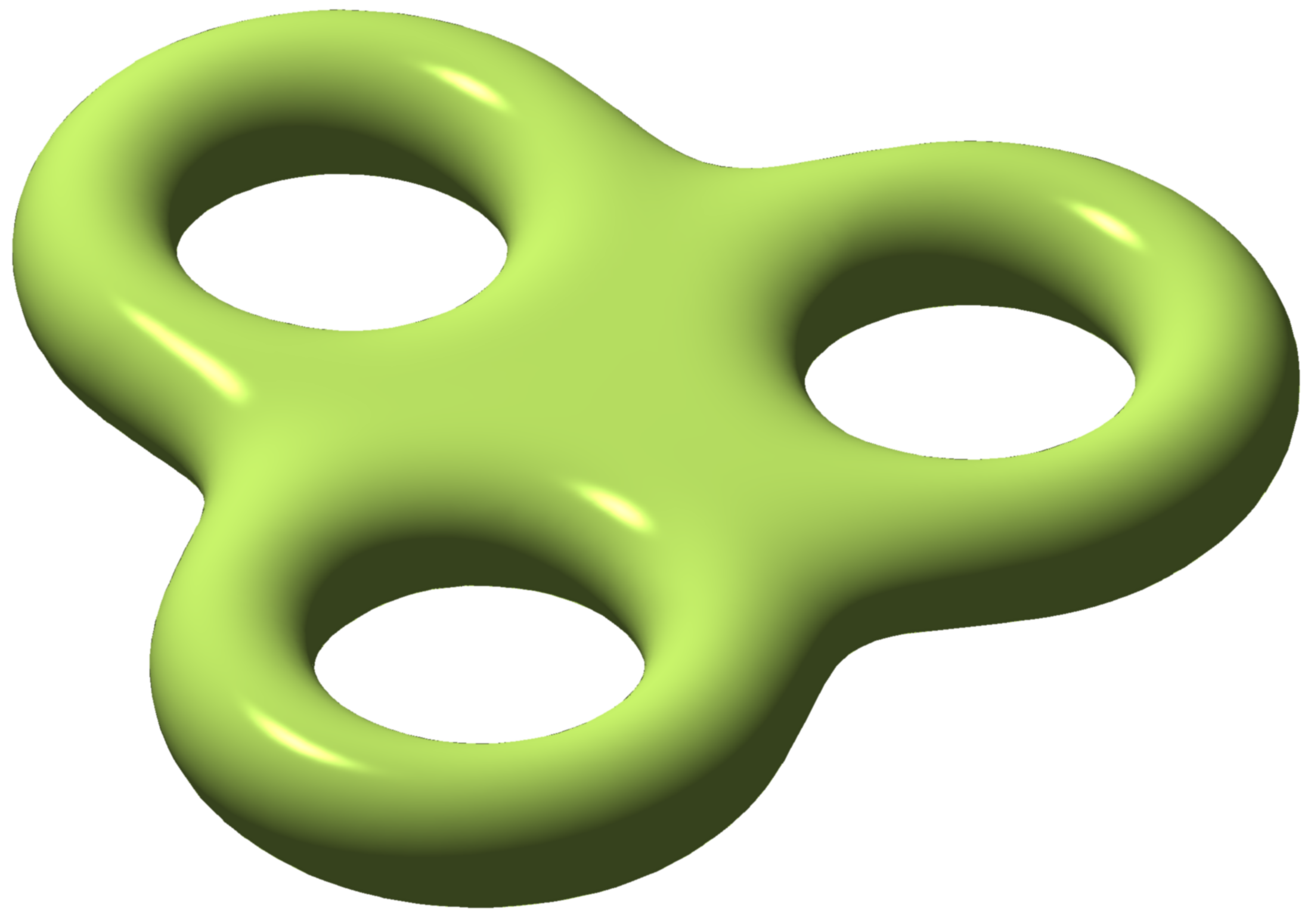
Genre 3.

Par extension, le genre d'un corps à anses (en) de dimension 3 est le genre de la surface qui le borde. C'est aussi son nombre d'anses : le nombre maximum de disques D2 plongés qu'on peut lui enlever sans lui faire perdre sa connexité. Par exemple, la boule est de genre 0 et le tore solide D2×S1 est de genre 1.

### Courbes algébriques
Pour une courbe algébrique projective non singulière sur {\displaystyle \mathbb {C} }, ses points forment une surface topologique compacte, on peut alors définir son genre comme étant le genre de cette surface topologique. Sur un corps de base quelconque, le genre est la dimension vectorielle de l'espace des formes différentielles sur  la courbe. Les deux notions coïncident sur le corps des nombres complexes. 
Exemples
- Le genre de la droite projective est 0.
- Le genre d'une courbe non singulière du plan projectif {\displaystyle {\mathbb {P} }^{2}({\mathbb {C} })} définie par un polynôme homogène irréductible de degré {\displaystyle n} de {\displaystyle {\mathbb {C} }[X,Y,Z]} est égal à {\displaystyle (n-1)(n-2)/2}.
- En particulier, une courbe elliptique, qui est une cubique plane non singulière, est de genre 1.

Pour une courbe projective intègre éventuellement singulière, on définit son genre géométrique (en) comme étant le genre de la courbe désingularisée.  
- Pour une courbe singulière projective plane de degré {\displaystyle n}, admettant des points multiples P de multiplicité {\displaystyle r_{P}}, et admettant en ces points {\displaystyle r_{P}} tangentes distinctes, le genre géométrique se calcule comme suit[1],[2] :

{\displaystyle g={\frac {(n-1)(n-2)}{2}}-\sum _{P}{\frac {r_{P}(r_{P}-1)}{2}}}
Par exemple, si une cubique non singulière est de genre 1, une cubique ayant un point double est de genre géométrique 0. 
Si la courbe admet des points multiples ayant des tangentes multiples, la formule précédente donne seulement un majorant du genre géométrique ; des formules plus précises (mettant en jeu la courbe duale) sont connues sous le nom de formules de Plücker. 
Le genre d'une courbe permet de savoir s'il est possible ou non de lui attribuer un paramétrage rationnel. En effet, une courbe admet un tel paramétrage si et seulement si elle est de genre 0. De telles courbes sont dites unicursales.

### Théorie des nœuds
En théorie des nœuds, on définit le genre d'un nœud K à partir des surfaces qu'il peut border. Une surface de Seifert pour K est une surface compacte, connexe, orientable ayant K pour bord. La valeur minimum du genre des différentes surfaces de Seifert est un invariant intéressant, appelé le genre du nœud. Le genre a notamment une propriété d'additivité vis-à-vis de la composition des nœuds.
Concrètement, le genre d'un nœud est le nombre minimal d'anses qu'il est nécessaire d'ajouter à une sphère afin de pouvoir y plonger le nœud.
Exemples
- Un nœud de trèfle est de genre 1.
- Un nœud trivial est de genre 0.

## Théorie des graphes
Le genre d'un graphe est le plus petit entier p tel que le graphe soit représentable sur une surface orientable de genre p.
Exemples
- Les graphes planaires sont de genre 0.
- Le graphe complet K3,3 de l'énigme des trois maisons est de genre 1.
- Le 56-graphe de Klein est de genre 3.